# Ben and Kate
Ben and Kate é uma série de televisão americana que estreou nos Estados Unidos em 25 de setembro de 2012 na Fox.
Em 8 de outubro de 2012, após apenas dois episódios terem sido exibidos, a Fox anunciou que a série teria uma temporada completa, totalizando 19 episódios.

## Sinopse
A série mostra a vida de Ben e sua irmã Kate, de personalidades opostas: Ben é um sonhador irresponsável e cativante, enquanto Kate é uma mãe solteira tentando vencer na vida trabalhando como gerente de um bar. Quando Ben percebe que sua irmã precisa de ajuda tanto com a sua vida particular quanto para cuidar de sua filha Maddie, ele decide se mudar para a casa de Kate para que ela possa começar a se redescobrir, enquanto Kate espera que Ben caia em si.

## Elenco

### Principal
- Dakota Johnson como Kate Fox
- Nat Faxon como Ben Fox
- Lucy Punch como BJ
- Maggie Elizabeth Jones como Maddie Fox
- Echo Kellum como Tommy